# Pavilhão 9 (groupe)
Pour les articles homonymes, voir Pavilhão 9.
Pavilhão 9 est un groupe brésilien de rock et hip-hop, originaire de São Paulo.

## Histoire
Le groupe est formé dans le quartier de Grajaú en 1990. Contrairement à ce que la plupart des gens pensent, le nom n'est pas emprunté à l'un des pavillons de la prison de Carandiru, mais plutôt à un groupe de supporters organisés du Sport Club Corinthians Paulista (un fait confirmé par les membres du groupe dans une interview accordée au site web de l'UOL en 1999). Deux ans plus tard, le groupe sort son premier album, Primeiro Ato. L'une des chansons de l'album, intitulée Otários Fardados, fait l'objet d'une polémique en raison de sa critique virulente de la police militaire de São Paulo. Pour des raisons de sécurité, le chanteur Rhossi et les autres membres commencent à se produire en cachant leur visage derrière des casquettes, des masques de hockey et des peintures.
En 1996, Pavilhão 9 sort son deuxième album, Procurados Vivos ou Mortos, sur Paradoxx Music. Sur cet album, João Gordo, du groupe Ratos de Porão, est invité sur le titre Chacina. Un clip vidéo est produit pour le titre Apaga o Baseado. Un an plus tard, avec une nouvelle formation, désormais au format Banda, composée de deux guitares (Blindado et Ortega), d'une basse (Marinho, ex-Yo-Ho-Delic, d'une batterie (Thunder), ainsi que du traditionnel DJ Branco et des deux voix Rhossi et le nouveau venu Doze, le groupe sort son troisième album intitulé Cadeia Nacional sur le même label.
En 2000, ils signent un contrat avec Warner Music et sont invités à jouer au Rock in Rio en 2001,. Cette même année, avec des changements dans le groupe (le guitariste Blindado part rejoindre Marcelo Munari, ex-Lagoa 66 et ex-Funk Como Le Gusta) et, à la place du batteur Thunder, Fernandão (ex-Korzus) entre ; le groupe sort son cinquième album studio intitulé Reação. Sur cet album, Igor Cavalera participe au morceau-titre et Marcelo Falcão (chanteur d'O Rappa) à Get Up, Stand Up (une reprise de la chanson de Bob Marley). 
En 2005, entre les activités du groupe, Rhossi sort son premier album solo, intitulé #AHoraÉAgora,. En 2006, avec le retour de Carlo Bartolini comme producteur, le groupe sort son sixième album studio intitulé Público Alvo. Après la tournée pour cet album, le groupe se met en pause et se reforme en 2012 pour des concerts au festival Lollapalooza Brasil,,,.
Le 17 juillet 2017, après 11 ans depuis leur dernier album inédit, le groupe annonce son retour sur sa page fan Facebook en même temps que la sortie de sa dernière œuvre, le single Tudo Por Dinheiro, rendant le titre disponible sur les principales plateformes, et son tout nouvel album Antes Durante Depois sur le label Deckdisc, dont la sortie est annoncée pour le 11 août 2017. Le nouveau line-up comprend Heitor Gomes (ex-Charlie Brown Jr. et CPM 22) à la basse, Rafael Bombeck à la guitare, Leco Canali à la batterie, ainsi que les célèbres MC Rhossi et Doze.
En octobre 2018, ils jouent en première partie de Cypress Hill à São Paulo. En septembre 2019, ils se produisent avec le groupe Detonautas sur la scène Sunset de l'édition 2019 de Rock in Rio.
Le 13 novembre 2020, en partenariat avec le groupe BaianaSystem, ils sortent le single Lockdown - Cidade perdida,,. En août 2022, le rappeur Doze réintègre le groupe après une pause pour s'occuper de projets personnels,,. En septembre 2022, ils sortent le single Lados Opostos, produit par Daniel Krotozinsky, qui est accompagné d'un clip. En novembre 2023, ils sortent le single Fatos do Brasil, en partenariat avec le groupe Detonautas.

## Discographie

### Albums studio
- 1992 : Primeiro Ato
- 1996 : Procurados Vivos ou Mortos
- 1997 : Cadeia Nacional
- 1999 : Se Deus Vier, Que Venha Armado
- 2001 : Reação
- 2006 : Público Alvo
- 2017 : Antes Durante Depois